# Petite Fleur (film)
Pour plus de détails, voir Fiche technique et Distribution.
Petite Fleur est un film franco-argentino-belgo-espagnol réalisé par Santiago Mitre adapté du roman homonyme de Iosi Havilio (es), sorti en 2022.

## Synopsis
À Clermont-Ferrand, José, dessinateur argentin, et sa compagne Lucie voient leur vie de couple bouleversée par la naissance d'une fille. Un jeudi, José « disjoncte » en entendant Petite Fleur de Sidney Bechet chez son voisin Jean-Claude et tue ce dernier. Mais le lendemain, le voisin est toujours vivant.

## Fiche technique
Sauf indication contraire, les informations mentionnées dans cette section peuvent être confirmées par la base de données cinématographiques IMDb,  présente dans la section « Liens externes ».
- Titre français : Petite Fleur
- Réalisation : Santiago Mitre
- Scénario : Santiago Mitre et Mariano Llinás
- Musique : Gabriel Chwojnik
- Décors : Pierre-François Limbosch
- Costumes : Oriol Nogues
- Photographie : Javier Juliá
- Montage : Alejo Moguillansky, Andrés Pepe Estrada et Monica Coleman
- Son : Olivier Le Vacon, Santiago Fumagalli et Nils Fauth
- Production : Didar Domehri et Agustina Llambi Campbell
- Sociétés de production : Maneki Films, La Unión de los Ríos, Executive Productions, Logical Pictures, Setembro Cine
- Sociétés de distribution : KMBO, Maco Cine, Anga Productions, Surtsey Films
- Pays de production :  France,  Argentine,  Belgique,  Espagne
- Langue originale : français, espagnol
- Format : couleur
- Genre : comédie noire, thriller
- Durée : 98 minutes
- Dates de sortie :
  - Argentine : 19 avril 2022 (Festival international du cinéma indépendant de Buenos Aires)[2] ; 23 juin 2022 (sortie nationale)
  - France : 8 juin 2022
- Classification :
  - France : tous publics avec avertissement lors de sa sortie en salles

## Distribution
- Daniel Hendler : José
- Vimala Pons : Lucie
- Melvil Poupaud : Jean-Claude
- Sergi López : Bruno
- Françoise Lebrun : la mère Agnès
- Éric Caravaca : l'éditeur
- Hervé Vilard : lui-même
- Fabrice Adde : Hans

## Accueil

### Accueil critique
En France, le site Allociné propose une moyenne de 3,2/5 à partir de l'interprétation des critiques de presse recensées.
Emilio Meslet, dans L'Humanité Magazine, regrette que cette comédie fantastique à la première partie très drôle s'affaiblisse ensuite alors que le sujet aurait pu aboutir à un thriller délirant.

## Distinction

### Sélection
- Festival international du cinéma indépendant de Buenos Aires (BAFICI) 2022[2]